# Anytime Fitness
Anytime Fitness is een 24-uurs gezondheids- en fitnessclub met hoofdkantoor in Woodbury (Minnesota). Het bedrijf heeft meer dan 5000 clubs in 50 landen. De clubs zijn 24 uur per dag, 365 dagen per jaar geopend. Chuck Runyon, Dave Mortensen en Jeff Klinger hebben Anytime Fitness in 2002 opgericht. Runyon is de CEO van het bedrijf. Volgens Forbes was Anytime Fitness de snelst groeiende franchise van de healthclub in 2014. In 2015 plaatste Entrepreneur Magazine Anytime Fitness als eerste op de wereldwijde franchiselijst.

## Benelux
In 2011 werd door Petro Hameleers de franchiseformule naar de Benelux gehaald. In het eerste jaar openden 7 vestigingen, in 2019 opende de 100ste vestiging. Het hoofdkantoor van Anytime Fitness Benelux is gevestigd op BedrijvenStad Fortuna in Sittard.